# Эрнцен
Эрнцен (нем. Ernzen) — община в Германии, в земле Рейнланд-Пфальц. 
Входит в состав района Айфель-Битбург-Прюм. Подчиняется управлению Иррель.  Население составляет 427 человек (на 31 декабря 2010 года). Занимает площадь 9,99 км².